# باشگاه فوتبال زنان بلوچستان یونایتد
باشگاه فوتبال زنان بلوچستان یونایتد یک باشگاه فوتبال بانوان در کویته است. این باشگاه در مسابقات قهرمانی ملی فوتبال بانوان پاکستان به رقابت می‌پردازد.

## تاریخچه
در سال ۲۰۰۴ روبینا عرفان بلوچستان یونایتد را تأسیس کرد و این تیم را به مسابقات قهرمانی فوتبال زنان پاکستان وارد کرد. این باشگاه بازیکنانی را با هر نوع پیشینه مذهبی و قومی می‌پذیرد: روبینا عرفان، مالک باشگاه، گفته است: «برای پیشرفت زنان در پاکستان، نیازی نیست که خطوط بیشتری را بین آنها بکشیم.»

## بازیکنان

### شماره‌های بازنشسته
۷ شهلیلا بلوچ، مهاجم (۲۰۱۶–۲۰۱۶)

## افتخارات
- مسابقات قهرمانی ملی فوتبال بانوان پاکستان : ۲۰۱۴